# Тентакулиты
Тентакули́ты (лат. Tentaculita) — класс вымерших морских моллюсков (Mollusca). В палеонтологической летописи появляются в силуре (венлокский ярус), достигают расцвета в среднем девоне и исчезают в верхнем девоне (фаменский ярус). По-видимому, вели бентопелагический образ жизни.

## Описание
Представители обладали коническими известковыми раковинами, длина которых составляла от нескольких миллиметров до 3—5 см, реже до 7 см. Снаружи раковины несли либо поперечные рёбра, либо крупные пережимы. У части представителей полость раковины подразделена на камеры одной или несколькими перегородками (септами) с узкими отверстиями в центре.
Часто являются предметом спекуляции на тему найденных «шурупов» и т. п. в древних породах.